# Buti bin Suhail
Scheich Buti bin Suhail (arabisch بطي بن سهيل, DMG Buṭī b. Suhaīl; * 1851 in Schindagha; † November 1912) war der Cousin von Scheich Maktum bin Hascher und übernahm am 16. Februar 1906, als dieser starb, die Herrschaft im Emirat Dubai, da die Söhne von Scheich Maktum bin Hascher noch zu jung waren. 

## Leben
Scheich Buti übernahm die Macht im Alter von 55 Jahren und starb bereits 6 Jahre nach seinem Amtsantritt.
Scheich Buti führte die liberale Politik seines Vorgängers fort. In seine Amtszeit fallen gewaltige Unwetter im Persischen Golf, die die Bevölkerung stark dezimierten. 
Viele Schmuggler nutzen die unübersichtlichen Küsten der Emirate, um Schwarzhandel und Waffenhandel zu betreiben. So landeten im Dezember 1910 Seeleute der HMS Hyacinth in Schindagha, um eine Waffenschmugglerbande zu verfolgen, und ignorierten damit die Souveränität Dubais. Die Bevölkerung glaubte an eine britische Invasion und es kam zu starken Straßenkämpfen. Nachdem viele britische Soldaten getötet und verletzt wurden, zogen sich die Engländer wieder zurück. Scheich Buti wollte die Ruhe wiederherstellen und verhandelte mit den Briten. Diese forderten zum Ausgleich Rs 50,000, die Auslieferung von vierhundert Gewehren, die den lokalen Arabern gehörten, Fernschreiber-Service und die Erlaubnis, einen Vorposten zu errichten. Bedroht mit Kanonenbooten, blieb ihm nichts anderes übrig, als einzuwilligen.
Seine Amtszeit war geprägt von Unruhen, Stammesfehden und kleineren kriegerischen Auseinandersetzungen. Er war stets bemüht, die Ruhe wiederherzustellen. 
Als er 1912 starb, übernahm Said bin Maktum die Herrschaft in Dubai.